# Rafiach Jam
Rafiach Jam (hebrejsky: רפיח ים, "Mořská Rafiach" podle sousedního palestinského města Rafáh, anglicky: Rafiah Yam) byla izraelská osada, nacházející se v bloku osad Guš Katif v Pásmu Gazy. Ležela 3 kilometry severozápadně od města Rafáh a asi 200 metrů od hranice s Egyptem. Vesnice byla zrušena v rámci Izraelského plánu jednostranného stažení v roce 2005.

## Dějiny
Rafiach Jam byla založena v roce 1984 skupinou několika mladých párů. Původně se rozkládala o něco dál od pozdější lokality, kam byla přemístěna až v roce 1991 s tím, jak se původní provizorní zástavba měnila na běžné zděné domy. Obyvatelé se zabývali převážně zemědělstvím (skleníkové plantáže). Fungoval tu také textilní průmysl. Turistickou atrakcí byla i nedaleká pláž Středozemního moře. Rafiach Jam byla nejzápadněji položeným izraelským sídlem. V osadě fungovala zařízení předškolní péče o děti.
Nedaleko od obce se nacházela lokalita starověkého přístavu Tel Rafiach Jam (vykopávky z helenistické a římské doby).
Obyvatelé osady Rafiach Jam byli v létě 2005 nuceně vystěhováni izraelskou armádou a izraelskou policií v rámci plánu jednostranného stažení. Krátce na to byly jejich domy zdemolovány a oblast předána pod správu Palestinců.

## Demografie
Obyvatelstvo obce Rafiach Jam bylo v databázi rady Ješa popisováno jako smíšené, tedy složené ze sekulárních i nábožensky založených Izraelců. Šlo o menší sídlo vesnického typu se stagnujícím počtem obyvatel. K 31. prosinci 2004 zde žilo 122 lidí. Během roku 2004 populace obce vzrostla o 5,2 %.
| Rok            | 1999 | 2000 | 2001 | 2002 | 2003 | 2004 |
| -------------- | ---- | ---- | ---- | ---- | ---- | ---- |
| Počet obyvatel | 127  | 129  | 134  | 128  | 116  | 122  |